# Гней Дуилий Лонг
Гней Дуилий Лонг (лат. Gnaeus Duilius Longus; V — IV века до н. э.) — римский политический деятель из плебейского рода Дуилиев, один из шести военных трибунов с консульской властью 399 года до н. э.
Во время его трибуната римляне разбили капенцев и фалисков, пришедших на помощь Вейям.
Предположительно сыном или внуком Гнея был Кезон Дуиллий, консул 336 года до н. э.